# Snæfellsnesvegur
Der Snæfellsnesvegur ist eine Hauptstraße im Westen von Island. Sie verläuft auf der Halbinsel  Snæfellsnes.
Der Snæfellsnesvegur ist jetzt 229 Kilometer lang.
An ihm liegt direkt nur der Ort Grundarfjörður.
Über diese Straße erreicht man Ólafsvík am Útnesvegur  und Stykkishólmur über den Stykkishólmsvegur .
Von 1972 bis in das Jahr 2000 nannte man nur die Straße entlang der Nordküste Snæfellsnesvegur und hatte die Nummer 57.
Zu der Zeit reichte der Ólafsvíkurvegur  von Borgarnes bis Ólafsvík.
Die Straße zweigt in Borgarnes vom Hringvegur .
Sie verläuft zunächst im Süden der Halbinsel in westliche Richtung.
Von dort zweigen der Heydalsvegur  und die Vatnaleið  nach Norden ab.
Bei der Búðavík wechselt der Snæfellsnesvegur über die Fróðárheiði auf die Nordseite von Snæfellsnes.
Weiter entlang der Küste, auch um den Snæfellsjökull, verläuft der Útnesvegur .
Auf der Fróðárheiði bei dem See Valavatn beginnt ein nicht asphaltierter Abschnitt der Straße.
Dieser reicht bis zur Einmündung des Útnesvegurs .
Die Straße führt jetzt wieder nach Osten vorbei am Kirkjufellsfoss
und verläuft durch den Ort Grundarfjörður.
Die Fjorde Kolgrafafjörður und Hraunsfjörður müssen wegen Dämmeb und Brücken nicht weiter umfahren werden.
Die Vatnaleið  aus dem Süden mündet wieder auf den Snæfellsnesvegur.
Dieser geht in den Stykkishólmsvegur  über, der nach Stykkishólmur mit der Fähre Baldur in die Westfjorde.
Der weitere Verlauf der Straße zweigt nach Osten ab und ist auf der weiteren Strecke größtenteils nicht asphaltiert.
Die Brücken in diesem Abschnitt sind meist alt und nur einspurig.
Der Álftafjörður wird umrundet.
Aus dem Süden trifft der Heydalsvegur  wieder auf den Snæfellsnesvegur.
Im Hvammsfjörður endet die Straße am Vestfjarðavegur .